# Лусеа
Лусеа (англ. Lucea, ям. креол Luusi) — місто на північно-західному узбережжі Ямайки, адміністративний центр округу Геновер.

## Населення
Населення - 5 652 (1982), 6002 (1991) і 5996 осіб (2010).

## Сільське господарство
В околицях Лусеа вирощується велика кількість сільськогосподарських культур. Серед них різні види бобових, злаки, коренеплід, фрукти. Там же розташовані виробництва цукру, какао, кави і рому.